# Calenzana
Calenzana là một xã ở Haute-Corse trên đảo Corse, Pháp. Xã này có diện tích km², dân số năm 1999 là người. Khu vực này có độ cao trung bình mét trên mực nước biển.

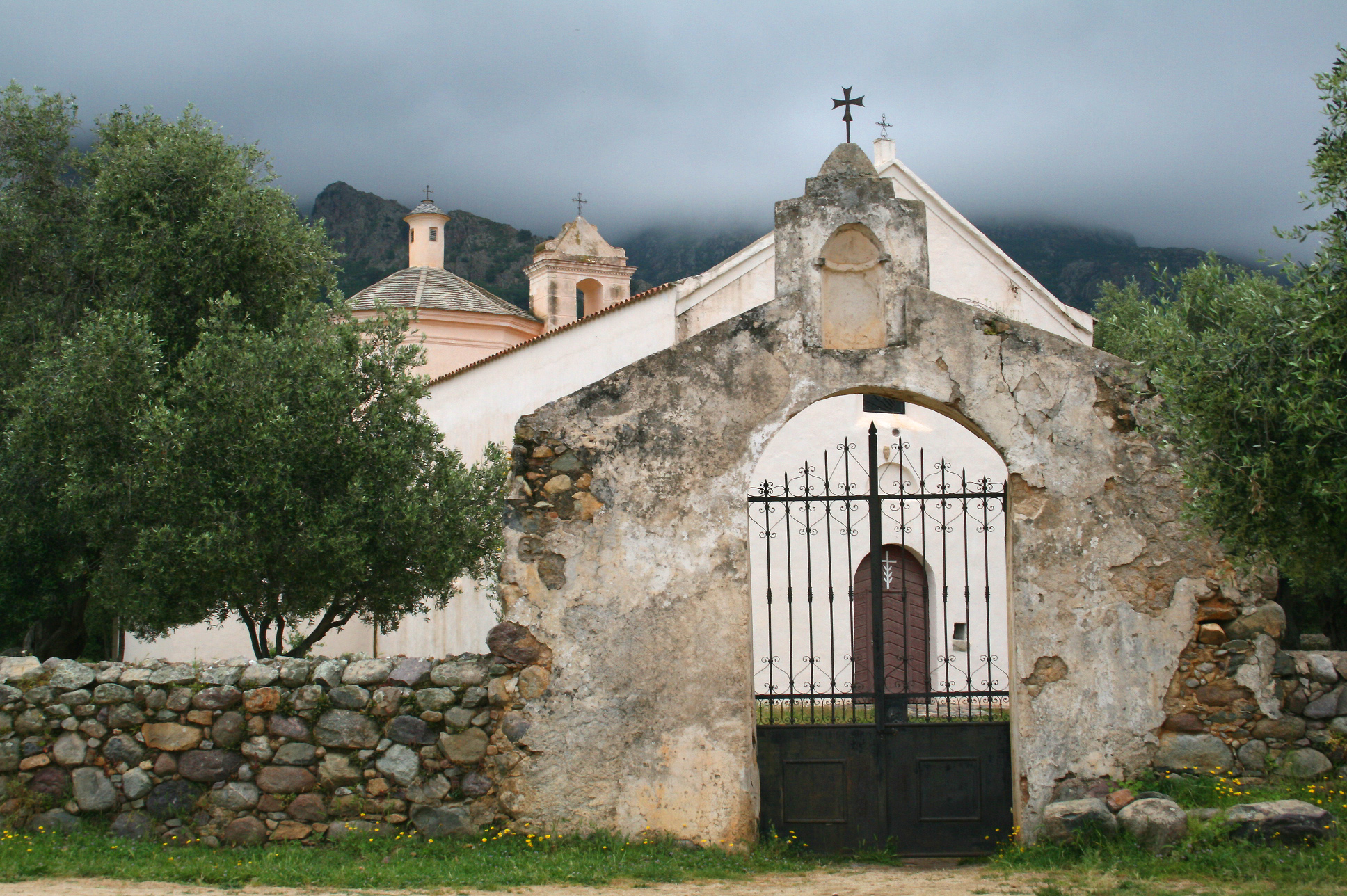
Saint-Restitude (XVth century)